# Francis Bacon (konstnär)

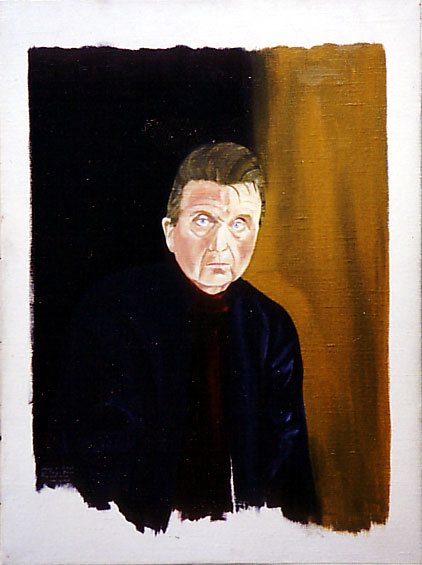
Francis Bacon porträtterad av Reginald Gray 1989.

Francis Bacon, född 28 oktober 1909 i Dublin på Irland (av engelska föräldrar), död 28 april 1992 i Madrid i Spanien, var en brittisk-irländsk målare. Han är mest känd för sina råa, oroväckande motiv. Bacon var en figurativ konstnär som fokuserade på den mänskliga kroppen. Återkommande motiv i hans konst var korsfästelser, påveporträtt, självporträtt och porträtt av vänner.
Francis Bacon började måla relativt sent och hade under 20- och 30-talet driftat runt och arbetat som möbelsnickare. Enligt honom själv var hans konstnärliga karriär försenad eftersom han tillbringat för mycket tid på att hitta områden som höll fast hans uppmärksamhet. Hans genombrott skedde 1944 med triptyken Three Studies for Figures at the Base of a Crucifixion som etablerade hans rykte som konstnär.
Han avled av en hjärtattack den 28 april 1992.

## Biografi

### De tidiga åren
Francis Bacon föddes den 28 oktober 1909 i Dublin på Irland. Familjen flyttade mellan Irland och England flera gånger. Bacon fann det svårt att slå sig till ro i de tidigare åren, något som följde honom livet ut.  

### London, Berlin och Paris
Bacon bodde 1926 i London, genom att undvika att betala hyran de flesta månader lyckades han leva på de tre pund i veckan som han fick av sin mor. Han tillbringade sin tid med att läsa bl. a. Nietzsche. I ett försök att öka sin inkomst arbetade han med hemtjänst, men trots att han tyckte om att laga mat så blev han snart uttråkad och sa upp sig.   
Francis Bacon reste 1927 till Berlin tillsammans med sin farbror och de båda deltog i det dekadenta nöjeslivet. Där såg han bl. a. Fritz Langs Metropolis och Sergei Eisensteins Battleship Potemkin, som båda skulle bli ett stort inflytande i hans konst. Han flyttade efter några månader till Paris där han stannade ett år. I Paris beskådade Bacon utställningar med Pablo Picassos konst och inspirerades till att börja måla. Han återvände till London och började måla, men fick svårt att sälja sin konst. Bacon tvingades då försörja sig som möbelsnickare, designer av möbler och inredare.

### Tillbaka i London
Han ägnade sig dock alltmer åt måleriet och levde i relativ fattigdom. Han upplevde att det under denna tid var svårt att nå ut med sin konst, hans målningar ansågs fula och excentriska. Efter andra världskriget reste han till Sydafrika till systern som bodde där. Han deltog inte i kriget på grund av att han led av astma. Efter återkomsten till London utvecklade han sitt måleri ytterligare och under 1950-talet rönte han viss framgång och deltog i en del utställningar. Hans bilder är oftast stora eftersom han målar i nästan naturlig storlek. 1962 anordnade Tate Gallery en retrospektiv utställning och hans verk fick den uppskattning de förtjänade. Hans målningar inköptes av bland andra amerikanska museer och förmögna inflytelserika personer. 1972 anordnades på Grand Palais i Paris en stor utställning, omfattande drygt etthundra verk, som blev omtalad och uppskattad. 
Francis Bacons målningar har under senare tid betingat höga priser på konstauktioner. I november 2013 klubbades porträttriptyken Tre studier av Lucian Freud från 1969 på Christie's i New York till 142,4 miljoner US dollar, omkring 950 miljoner svenska kronor, vilket var det dittills högsta priset i världen. Bacon finns representerad vid bland annat Göteborgs konstmuseum.